# 이정찬
이정찬(1995년 6월 28일 ~ )은 대한민국의 축구 선수이다.

## 클럽 경력
2017시즌을 앞두고 부천 FC 1995에 입단하며 프로 무대에 데뷔했다.
2017년 5월 17일 상주 상무와의 FA컵 16강전 경기에 선발 출전하며 프로 데뷔전을 치렀다. 2018년 4월 7일 아산 무궁화 축구단과의 원정 경기에서 프로 데뷔골을 기록했다.
2021시즌을 앞두고 K3리그의 경주 한국수력원자력 축구단으로 이적했다.